# William Beatty
Pour les articles homonymes, voir Beatty.
William Beatty (1773, Derry - 1842) est un chirurgien irlandais qui a servi dans la Royal Navy.
Né en Irlande, il rejoint la marine en tant que chirurgien en 1791 à l'âge de 18 ans. Il est mieux connu comme le chirurgien du HMS Victory à la bataille de Trafalgar, au cours de laquelle il est témoin de la mort de l'amiral Horatio Nelson. Il en publiera le livre The Death of Lord Nelson.